# Friedrich Retter
Friedrich Jakob Retter (né le 14 février 1816 à Geradstetten et mort le 22 février 1891 à Ellwangen) est facteur, aubergiste et député du Reichstag.

## Biographie
De 1838 à 1866, Retter est titulaire d'une poste, d'une auberge et d'un domaine. Il est plus tard propriétaire d'un magasin de vin en gros et propriétaire foncier. Il est membre du conseil de construction des chemins de fer du Wurtemberg pour les autorités des transports et adjoint d'un conseil consultatif pour le bureau central de l'agriculture. Il est également membre de la commission d'évaluation de la taxe foncière du district d'Ellwangen et membre du comité de l'association du district agricole, ainsi que député du conseil d'administration de l'association agricole d'Ellwangen (directeur technique). Retter est un délégué élu au haras du Wurtemberg pour conseiller les intérêts de l'élevage de chevaux. En outre, il est membre de la commission du Fonds central de Wurtemberg pour la promotion de la lutte contre l'incendie et commande pendant de nombreuses années les pompiers volontaires d'Ellwangen. Il est membre de la loge maçonnique de Stuttgart aux trois cèdres .
Retter est politiquement actif au sein du Parti populaire démocratique. De 1870 à 1881, il est membre de la chambre des députés du Wurtemberg et de 1877 à 1878 et de 1881 à 1884 député du Reichstag, d'abord pour la 5e circonscription de Wurtemberg (Esslingen (de)-Kirchheim (de)-Nürtingen (de)), de 1881 à 1884, il représente la 2e circonscription de Wurtemberg (Cannstatt (de)-Louisbourg (de)-Marbach (de)).
Il est l'oncle maternel du poète local Julie Kern de Winterbach.